# Skrzyp

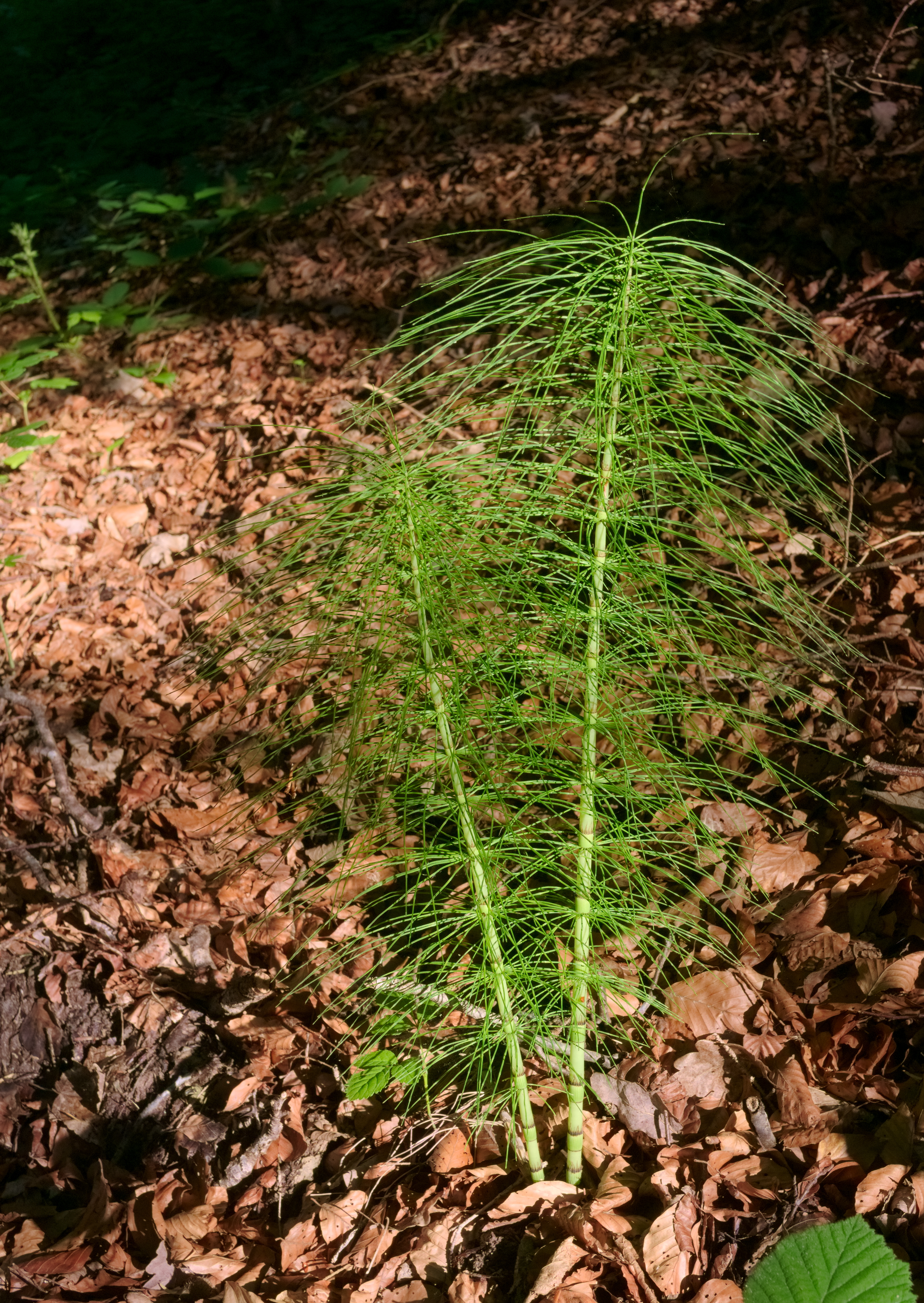
Silnie rozgałęzione pędy płonne skrzypu olbrzymiego

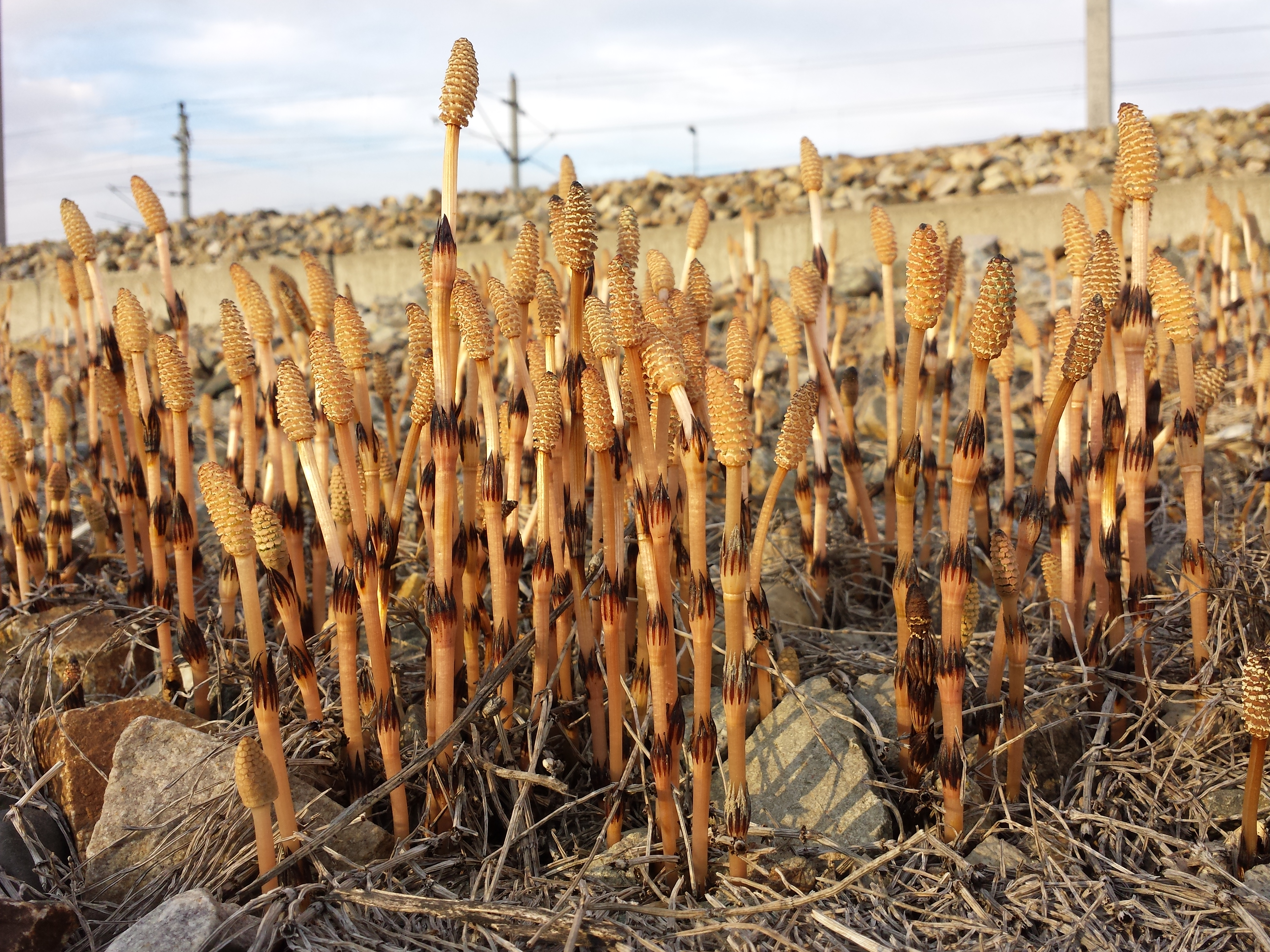
Pędy zarodnionośne skrzypu polnego

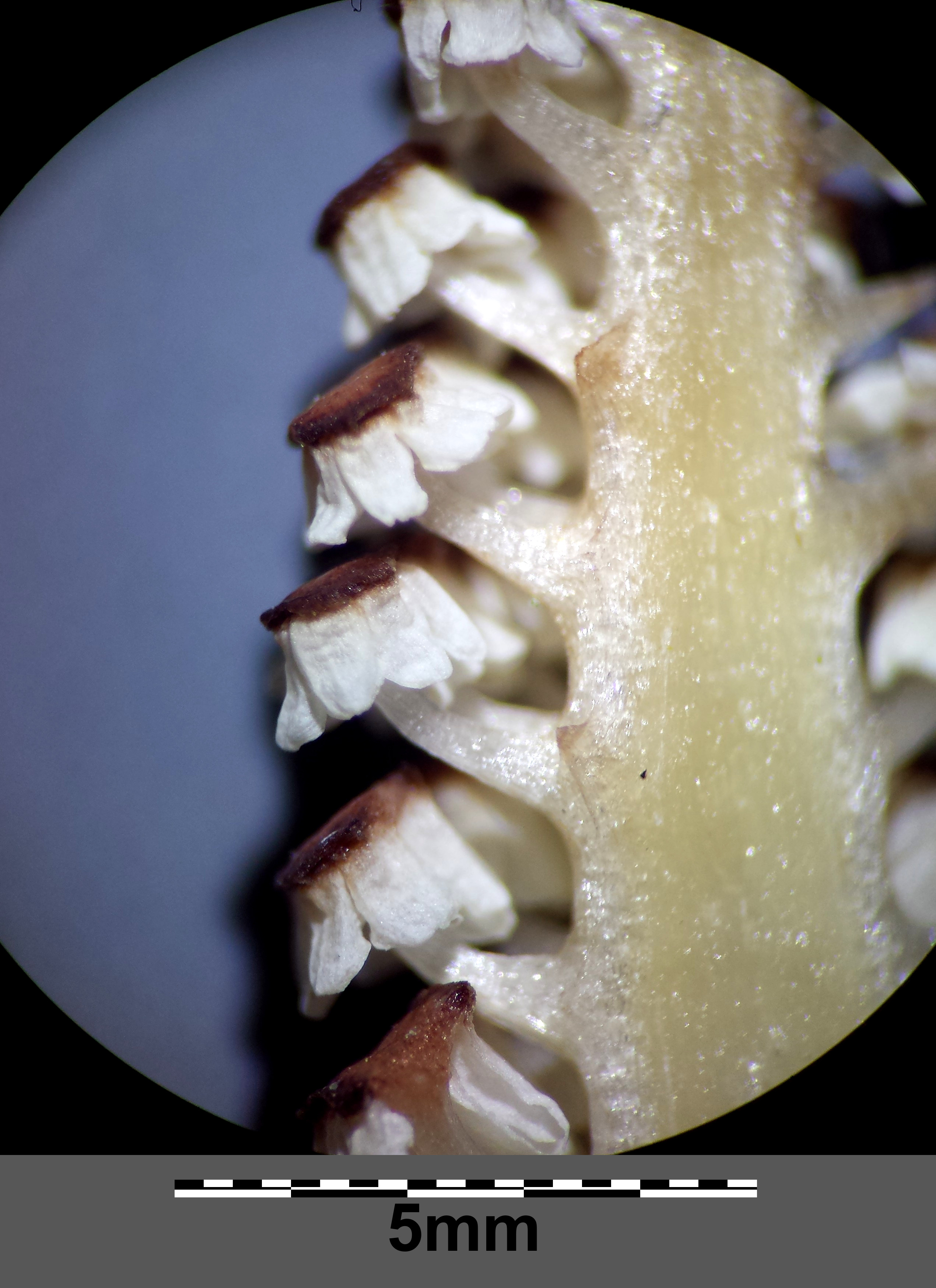
Przekrój przez kłos zarodnionośny skrzypu polnego – białe zarodnie wiszą pod brązowymi tarczkami sporangioforów, których trzonki wyrastają z osi kłosa zarodniowego

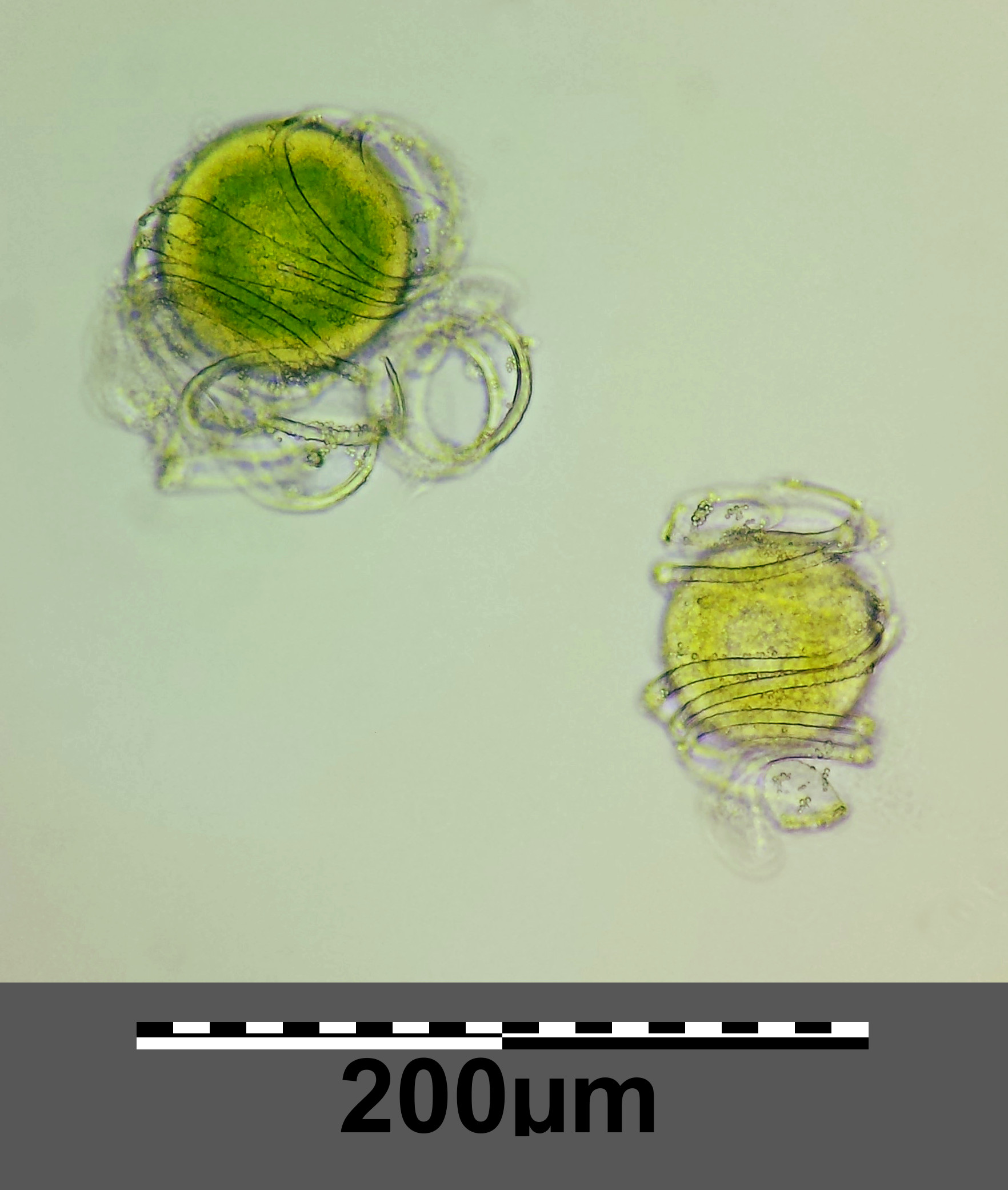
Zarodniki skrzypu polnego z elaterami

Skrzyp (Equisetum L.) – jedyny współcześnie występujący rodzaj należący do skrzypów. Obejmuje w zależności od ujęcia 16–18 gatunków, z których w Polsce występuje 9. Rodzaj znany jest ze wszystkich kontynentów z wyjątkiem Australii oraz Antarktyki. Skrzypy najbardziej zróżnicowane są w strefie umiarkowanej półkuli północnej oraz w Ameryce Południowej.
Skrzypy wykorzystywane były lub czasem jeszcze są jako rośliny jadalne, polerskie, lecznicze i barwierskie. Niektóre gatunki są uciążliwymi chwastami w uprawach.

## Rozmieszczenie geograficzne
Rodzaj ma zasięg niemal kosmopolityczny. Najbardziej zróżnicowane są w strefie umiarkowanej półkuli północnej oraz w Ameryce Południowej, ale brak ich tylko na Antarktydzie, Australii (w południowo-wschodniej części rosną jako introdukowane), na Nowej Zelandii, Afryce Zachodniej i w Amazonii. W Afryce środkowej i południowej rośnie tylko jeden gatunek (skrzyp gałęzisty). W Europie występuje 10 gatunków, z czego 9 rośnie w Polsce.
Gatunki i mieszańce międzygatunkowe należące do flory Polski
- skrzyp bagienny Equisetum fluviatile L.
- skrzyp błotny Equisetum palustre L.
- skrzyp gałęzisty Equisetum ramosissimum Desf.
- skrzyp leśny Equisetum sylvaticum L.
- skrzyp łąkowy Equisetum pratense Ehrh.
- skrzyp mokradłowy Equisetum ×font-queri Rothm. (E. palustre × E. telmateia)
- skrzyp Moore’a Equisetum × moorei Newman (E. hyemale × E. ramosissimum)
- skrzyp olbrzymi Equisetum telmateia Ehrh.
- skrzyp polny Equisetum arvense L.
- skrzyp pośredni Equisetum ×litorale Kühlew ex Rupr. (E. arvense × E. fluviatile)
- skrzyp Robertsa Equisetum × robertsii Dines (E. arvense × E. telmateia)
- skrzyp pstry Equisetum variegatum Schleich. ex F. Weber & D. Mohr
- skrzyp zimowy Equisetum hyemale L.
- Equisetum × lofotense Lubienski (E. arvense × E. sylvaticum)[10]

## Morfologia

### Gametofit
Blaszkowaty, głęboko podzielony na nieregularne łatki o falistych brzegach, rozwijający się na powierzchni ziemi i fotosyntezujący (zielony). Zwykle dwupienny. Przedrośla męskie z reguły mniejsze od żeńskich, długości kilku mm z licznymi plemniami. Na później wykształconych łatkach rozwijają się czasem pojedyncze rodnie. Przedrośla żeńskie osiągają ok. 10 mm średnicy. Rodnie 
zagłębione są wewnątrz gametofitu, ale ich szyjki wystają nad powierzchnię. W ich wypadku także, zwłaszcza w przypadku niezapłodnienia komórek jajowych, z czasem mogą powstać liczne plemnie.

### Sporofit
PokrójPędy podziemne i nadziemne podzielone na węzły i międzywęźla. Na pędach nadziemnych rozwijają się zarodnie tworzące się pod specyficznymi, tarczowatymi liśćmi zarodnionośnymi skupionymi na szczytach pędów w kłosy zarodnionośne. U części gatunków te same pędy nadziemne są zielone i zarodnionośne, u innych zróżnicowane są na niezielone pędy zarodnionośne i odrębne pędy płonne, a jeszcze u innych niezielone pędy z kłosami po wysypaniu zarodników zazieleniają się i pełnią funkcję asymilacyjną. Pędy nadziemne osiągają u większości gatunków do 1 m wysokości. Spośród gatunków występujących w Polsce najwyższy jest skrzyp olbrzymi osiągający do 2 m wysokości, natomiast występujące w Ameryce Środkowej i Południowej gatunki E. giganteum i E. myriochaetum mają pędy osiągające maksymalnie do 8 m długości, według niektórych źródeł u tego pierwszego nawet do 13 m, nie przekraczając średnicy 2 cm (przy czym nie rosną w górę, a pokładają się).
KłączaRosną zwykle mniej więcej poziomo pod powierzchnią gruntu, ale też wznoszą się lub rosną prosto ku górze, często rozrastają się na głębokości od 0,6 do 1,2 m pod powierzchnią gruntu. Mają barwę czarnobrązową i są nagie, czasem błyszczące, lub pokryte brązowymi, jednokomórkowymi włoskami tworzącymi pilśń. Z ich węzłów wyrastają korzenie, pochwy liściowe i bulwki pędowe. Korzenie zwykle są nieliczne, nierozgałęzione, gęsto pokryte włośnikami lub gładkie. Pochwy liściowe na kłączach zwykle są słabo zachowane, poszarpane. Drobne, kulistawe bulwki magazynują skrobię i mogą z nich wyrastać nowe pędy.
Pędy nadziemneNiezróżnicowane i wówczas zawsze zielone (czasem w dolnej części czarnobrązowe) lub zróżnicowane na zarodnionośne pędy bezzieleniowe i pędy zielone. Mogą być prosto wzniesione lub przynajmniej w dole ścielące się na powierzchni gruntu. Pędy pożłobione są rowkami między którymi znajdują się wzniesione żeberka, na grzbiecie wypukłe, spłaszczone lub wklęsłe, czasem z podłużnymi rowkami żeberkowymi w liczbie od 1 do 3. Pędy bezzieleniowe są białe, czerwonawe do żółtobrązowych, są miękkie (pozbawione są sklerenchymy) i krótkotrwałe. Zwieńczone są pojedynczym kłosem zarodnionośnym i zamierają po wysypaniu zarodników. Pędy asymilujące są rozgałęzione lub nie. U gatunków rozgałęziających się pędy boczne wyrastają w okółkach u różnych gatunków regularnie lub nieregularnie i mają budowę podobną do łodygi centralnej z tym, że mają zwykle mniej żeberek i rowków. Pędy boczne wyrastają w rowkach pędu głównego i przebijają pochwę liściową. Początkowo są maczugowate i osłonięte tzw. okrywą podstawową, zachowującą się u ich nasady (ma ona nieco odmienną budowę od kolejnych pochew liściowych). Powierzchnia pędów nadziemnych skrzypów jest często szorstka z powodu różnego kształtu wykwitów krzemionkowych.
Liście (mikrofile)Łuskowate, często pozbawione chlorofili, wyrastają w okółkach w węzłach pędów. Zrastają się bocznie w pochwy otaczające łodygę i tylko w szczytowej części mają wolne końce tworzące tzw. ząbki. U niektórych gatunków, np. u skrzypu leśnego ząbki zrastają się po kilka w łatki, u innych, np. u skrzypu zimowego, bardzo szybko odpadają.
ZarodnieWorkowate zarodnie skupione są obok siebie w liczbie od 5 do 10 pod tarczowatymi sporofilami zwanymi sporangioforami. Zarodnie otoczone są jednowarstwową ścianką otwierającą się podłużną szczeliną w stronę trzonka sporangiofora. Sporangiofory wyrastają okółkowo skupione na szczycie pędów w kłosach zarodnionośnych. Ze względu na gęste ułożenie – naciskające na siebie nawzajem tarczki sporangioforów nadają sobie wzajemnie kształt sześciokątny. Kłosy zarodnionośne zwykle mają kształt jajowaty i walcowaty, na szczycie są zaokrąglone lub zaostrzone. Na osi kłosa znajdują się wyłącznie liście zarodnionośne – brak łusek wspierających.
ZarodnikiBardzo liczne w poszczególnych zarodniach (zwykle jest ich ponad tysiąc w każdej zarodni), kuliste i niezróżnicowane. Opatrzone są wstęgowatymi wyrostkami ściany komórkowej – elaterami (hapterami, sprężycami), wyrastającymi z jednego miejsca (w zależności od sposobu liczenia są cztery lub dwie przyrośnięte w środkowej części). Przyczyniają się one do rozprzestrzeniania zarodników ze względu na wykonywanie higroskopowych ruchów (rozprostowują się w stanie suchym) i ułatwianie roznoszenia zarodników przez wiatr (anemochoria).

## Biologia i ekologia

### Rozwój
Byliny, geofity. Rozwój od zarodnika, poprzez blaszkowate przedrośle do dominującego pokolenia – sporofitu jest bardzo długotrwały. Do pokolenia sporofitu należą pędy podziemne i nadziemne, zwieńczone kłosami zarodnionośnymi (sporofilostanami).
Pod względem sposobu wykształcania pędów nadziemnych skrzypy dzielone są na trzy typy:
- Wytwarzające wiosną niezielony (pozbawiony chlorofilu) i nierozgałęziony pęd zarodnionośny, zakończony kłosem zarodnionośnym. Po wyprodukowaniu zarodników pęd ten obumiera. Następnie wyrastają zielone i przeważnie rozgałęzione pędy asymilacyjne.
- Wytwarzające wiosną niezielony i nierozgałęziony pęd zarodnionośny, który nie obumiera, lecz zazielenia się i rozgałęzia.
- Wytwarzające pędy zarodnionośne i płonne równocześnie.

### Fitochemia
Specyficzny skład chemiczny skrzypów interpretowany jest jako adaptacja do presji roślinożerców, a ze względu na długą historię tych roślin pierwotnie zniechęcać miał do żywienia się nimi prawdopodobnie dinozaury. Rośliny te są silnie wysycone krzemionką, zawierają liczne alkaloidy, w tym m.in. nikotynę, przy czym najbardziej toksycznym jest palustryna (obecna zwłaszcza w skrzypie błotnym i bagiennym). Silnie toksyczne działanie ma także tiaminaza zawarta w skrzypach, będąca enzymem rozkładającym witaminę B1.
Skrzypy wyróżniają się także zdolnością do kumulowania złota, należąc do największych jego bioakumulatorów w świecie roślin. Zawierać go mogą do 0,25 mg na 1 kg masy pędów.

### Siedliska
Skrzypy zasiedlają bardzo zróżnicowane siedliska, ale w przypadku większości gatunków zwykle podmokłe lub wilgotne – brzegi zbiorników stojących i rzek, mokradła, podmokłe lasy, bagniste łąki, rowy. Jeden gatunek (E. fluviatile) rośnie w wodach stojących. Niektóre gatunki zajmują suche siedliska – łąki i lasy, a także modyfikowane przez człowieka – przydroża i przytorza, pola, odłogi, nasypy. Do gatunków o mniejszych wymaganiach wilgotnościowych należą: skrzyp polny, łąkowy i gałęzisty. W wielu przypadkach skrzypy są trudnymi do wytępienia chwastami polnymi i łąkowymi.

## Systematyka, taksonomia i pochodzenie
Synonimy taksonomiczne
Presla Dulac
Pozycja systematyczna według PPG I (2016)
Jedyny współczesny rodzaj z rodziny skrzypowatych Equisetacea, z rzędu skrzypowców Equisetales i podklasy skrzypowych z klasy paproci Polypodiopsida.
Podział rodzaju
W obrębie rodzaju wyróżnia się 16–18 gatunków. Według analiz filogenetycznych najbardziej bazalnym wśród współczesnych przedstawicieli rodzaju jest Equisetum bogotense. Włączanie go do podrodzaju Equisetum nieobejmującego Hippochaete czyni ten podrodzaj taksonem parafiletycznym.
Podrodzaj Paramochaete
- Equisetum bogotense Kunth

Podrodzaj Equisetum – pędy nadziemne żyją tylko przez jeden sezon; zwykle rozgałęzione regularnie okółkowo (wyjątkiem jest skrzyp bagienny i błotny); z aparatami szparkowymi otwierającymi się bezpośrednio na zewnątrz, rozproszonymi lub ułożonymi w pasma wzdłuż rowków łodygi; szczyt kłosa zarodnionośnego zaokrąglony.
- Equisetum arvense L. – skrzyp polny
- Equisetum californicum (Milde) G.N. Jones
- Equisetum diffusum D. Don
- Equisetum fluviatile L. – skrzyp bagienny
- Equisetum palustre L. – skrzyp błotny
- Equisetum pratense Ehrh. – skrzyp łąkowy
- Equisetum sylvaticum L. – skrzyp leśny
- Equisetum telmateia Ehrh. – skrzyp olbrzymi

Podrodzaj Hippochaete – pędy nadziemne długotrwałe (żyją dłużej niż przez jeden sezon); zwykle nierozgałęzione (wyjątkiem jest skrzyp gałęzisty i rośliny o pędach uszkodzonych); z aparatami szparkowymi w pojedynczym szeregu na dnie rowków łodygi, zagłębionymi i otwierającymi się do komory powietrznej częściowo przesłoniętej od zewnątrz skórką; szczyt kłosa zarodnionośnego zaostrzony (wyjątkiem o kłosie zaokrąglonym i pędach rocznych jest E. laevigatum).
- Equisetum giganteum L.
- Equisetum hyemale L. – skrzyp zimowy
- Equisetum laevigatum A. Braun
- Equisetum myriochaetum Schltdl. & Cham.
- Equisetum ramosissimum Desf. – skrzyp gałęzisty
- Equisetum robustum A. Braun ex Engelm.
- Equisetum scirpoides Michx.
- Equisetum variegatum Schleich. ex F. Weber & D. Mohr – skrzyp pstry

Taksony mieszańcowe w obrębie podrodzaju Equisetum
- Equisetum × bowmanii C.N.Page (Equisetum sylvaticum × Equisetum telmateia)
- Equisetum × dycei C.N.Page (Equisetum fluviatile × Equisetum palustre)
- Equisetum × font-queri Rothm. (Equisetum palustre × Equisetum telmateia) – skrzyp mokradłowy
- Equisetum × litorale Kühlew ex Rupr. (Equisetum arvense × Equisetum fluviatile) – skrzyp pośredni
- Equisetum × lofotense Lubienski (E. arvense × E. sylvaticum)
- Equisetum × mchaffieae C.N.Page (Equisetum fluviatile × Equisetum pratense)
- Equisetum × mildeanum Rothm. (Equisetum pratense × Equisetum sylvaticum)
- Equisetum × robertsii Dines (Equisetum arvense × Equisetum telmateia) – skrzyp Robertsa
- Equisetum × rothmaleri C.N.Page (Equisetum arvense × Equisetum palustre)
- Equisetum × willmotii C.N.Page (Equisetum fluviatile × Equisetum telmateia)

Taksony mieszańcowe w obrębie podrodzaju Hippochaete
- Equisetum × ferrissii Clute (Equisetum hyemale × Equisetum laevigatum)
- Equisetum × moorei Newman (Equisetum hyemale × Equisetum ramosissimum) – skrzyp Moore’a
- Equisetum × nelsonii (A.A.Eaton) Schaffn. (Equisetum laevigatum × Equisetum variegatum)
- Equisetum × schaffneri Milde (Equisetum giganteum × Equisetum myriochaetum)
- Equisetum × trachyodon (A.Braun) W.D.J.Koch (Equisetum hyemale × Equisetum variegatum)

### Pochodzenie
Według części autorów, rodzaj skrzyp Equisetum wykształcił się dopiero w trzeciorzędzie, powstając ze znacznie starszego rodzaju Equisetites, pochodzącego z ery paleozoicznej – permu lub karbonu. Triasowy gatunek Equisetites arenaceus był początkowo zaliczany do rodzaju Equisetum. Niektóre kopalne gatunki z rodzaju Equisetites tak bardzo przypominają współczesne skrzypy, że kwestionowano rodzajową odrębność pomiędzy Equisetum a Equisetites i sugerowano, że Equisetum może być uznawany za najstarszą współczesną roślinę naczyniową. Nowsze analizy filogenetyczne wskazują na różnicowanie się najstarszych gatunków zaliczanych do rodzaju Equisetum w końcu triasu i na początku jury. Wówczas wyodrębniło się kilka linii ze znanymi ze skamieniałości jurajskich gatunkami kopalnymi E. thermale, E. laterale, E. dimorphum. Z tego okresu różnicowania się skrzypów pochodzi jeden gatunek zachowany współcześnie E. bogotense. Pozostałe reprezentowane są przez linie, które rozdzieliły się w kredzie wczesnej tworząc dwie grupy reprezentowane przez współczesne podrodzaje Equisetum i Hippochaete. Pierwszy z tych podrodzajów przeszedł silne różnicowanie w końcu kredy i z tego okresu pochodzą linie jego współczesnych gatunków. W grupie tej jedyne gatunki o krótszej historii to E. sylvaticum i E. telmateia, których ostatni wspólny przodek rósł jeszcze w pliocenie. Podobnie dwa okresy różnicowania gatunków wystąpiły w obrębie drugiego podrodzaju. Pierwszy miał miejsce w eocenie i jego pamiątką jest E. scirpoides, podczas gdy reszta współczesnych gatunków wyodrębniła się dopiero w pliocenie.

## Znaczenie użytkowe

### Rośliny jadalne
Mimo wysokiej zawartości krzemionki, tiaminazy, a w części przypadków też toksycznych alkaloidów, różne części skrzypów w różnych społecznościach traktowano jako jadalne. Podziemne bulwki skrzypów bogate w skrobię, osiągające wielkość orzecha włoskiego opisywane są jako mające przyjemny, słodki smak. W wielu kulturach (zwłaszcza w Ameryce Północnej, ale też w Japonii) spożywano także młode pędy, młode kłosy zarodnionośne i kłącza skrzypów. Kłącza skrzypu bagiennego spożywane były przez Rzymian. Na ziemiach polskich skrzypy jadano w okresach głodu (np. w drugiej połowie XIX wieku).

### Rośliny lecznicze
- Surowiec zielarski: ziele skrzypu polnego lub leśnego
- Zbiór: przez całe lato.
- Działanie: Skrzyp wykazuje działanie moczopędne, łagodnie odwadniające przy zapaleniach pęcherza. Używany jest w nieżytach dróg moczowych i w profilaktyce kamicy nerkowej, wykazuje również właściwości remineralizujące. W dolegliwościach reumatycznych i artretycznych oraz w zaburzeniach krążenia stosowane są kąpiele z dodatkiem wyciągu ze skrzypu. Odwar z ziela stosuje się w początkowym stadium cukrzycy, miażdżycy, pomocniczo w leczeniu gruźlicy płuc, chorobach serca, zbyt obfitym miesiączkowaniu gdyż tamuje krwawienia, żylakach odbytu oraz jako środek utrzymujący prawidłowy stan naczyń krwionośnych, kości, błon śluzowych, tkanki łącznej i poprawiający przemianę materii. Ponieważ skrzyp polny jest źródłem naturalnej krzemionki wyciąg ze skrzypu stosowany jest do wzmacniania włosów i paznokci, utrzymuje prawidłową elastyczność i odporność naskórka, ma działanie oczyszczające i odtruwające[28][29].

### Inne zastosowania
Skrzypy wykorzystywane były do barwienia tkanin. Ze skrzypu leśnego uzyskiwano barwnik szarożółty, a z polnego – zielony. Ze względu na wysoką zawartość krzemionki stosowano je do mycia metalowych naczyń, polerowania drewna i kamieni. Wykorzystywano w tym celu zwłaszcza skrzyp zimowy, ale też skrzyp bagienny, gałęzisty i stare pędy skrzypu olbrzymiego.